# Liste der ehemaligen ostfriesischen Synagogen

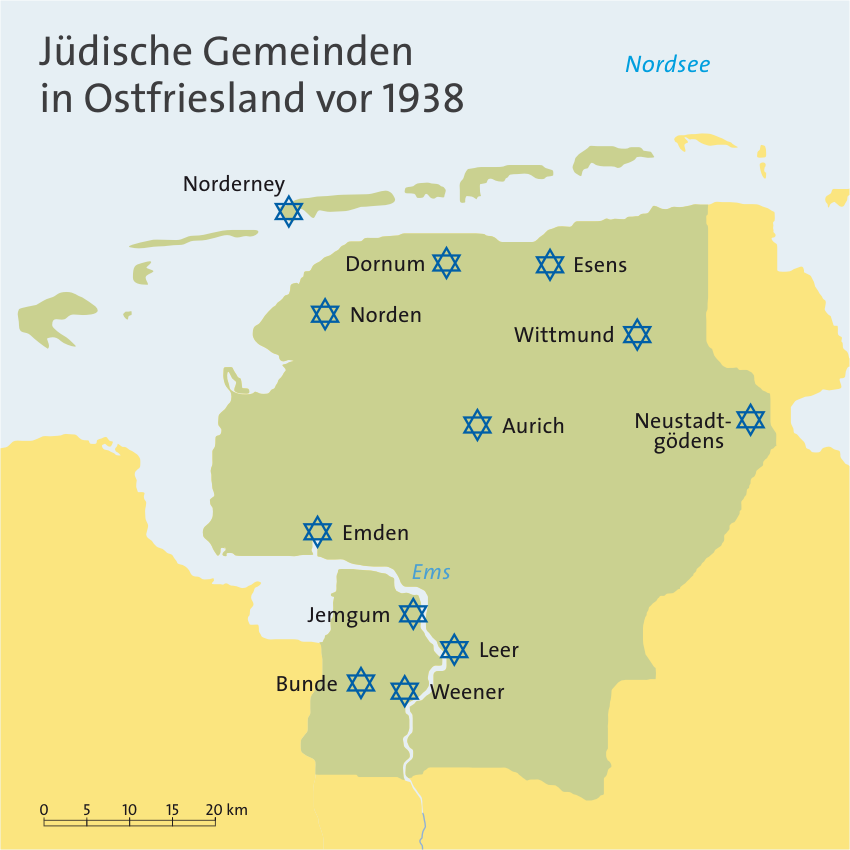
Orte mit jüdischen Gemeinden in Ostfriesland vor 1938

Die Liste der ehemaligen ostfriesischen Synagogen nennt nicht mehr genutzte oder zerstörte Synagogen in Ostfriesland, Niedersachsen.
Von den zwölf Synagogen, die sich auf dem Gebiet Ostfrieslands befanden, konnten nur wenige der Zerstörung durch die Nationalsozialisten während der Novemberpogrome 1938 entgehen. Bei den erhaltenen Gotteshäusern handelt es sich meist um Gebäude, die von ihren Gemeinden zuvor aufgegeben worden waren, oder deren Vernichtung aufgrund der Nähe zu angrenzenden Häusern nicht oder nur unvollständig ausgeführt wurde.

## Liste
Die folgende Liste führt die zerstörten sowie die heute anderweitig genutzten Gebäude ehemaliger Synagogen in Ostfriesland auf.
| Synagoge                         | Ort            | Bild | Gemeinde                                                                             | Errichtung | Bemerkungen |
| -------------------------------- | -------------- | ---- | ------------------------------------------------------------------------------------ | ---------- | --- |
| Synagoge Aurich                  | Aurich         |      | Jüdische Gemeinde Aurich                                                             | 1810/11    | Am 9. November 1938 zerstört |
| Synagoge Bunde                   | Bunde          |      | Jüdische Gemeinde Bunde                                                              | Um 1846    | Im Juli 1938 an einen Kaufmann verkauft. Das Gebäude steht bis heute, ist allerdings durch starke Umbauarbeiten nicht mehr als Synagoge zu erkennen. |
| Synagoge Dornum                  | Dornum         |      | Jüdische Gemeinde Dornum                                                             | Um 1846    | Am 7. November 1938 für 600 Reichsmark an einen örtlichen Tischlermeister verkauft. Die Synagoge wurde in den 1980er-Jahren in ihren ursprünglichen Zustand zurückgebaut und dient heute als jüdisches Museum. |
| Synagoge Emden                   | Emden          |      | Jüdische Gemeinde Emden                                                              | Um 1836    | Am 9. November 1938 zerstört. Eine erste Synagoge in Emden gab es wahrscheinlich schon seit dem 16. Jahrhundert am Sandpfad Nr. 5, der heutigen Bollwerkstraße. Diese wurde vom Emder Magistrat wegen Baufälligkeit geschlossen. An ihrer Stelle errichtete die Gemeinde 1836 eine große Synagoge, welche 1910 erweitert wurde. Siehe dazu auch den Artikel Synagoge Emden |
| Synagoge (Esens)                 | Esens          |      | Jüdische Gemeinde Esens                                                              | Um 1827    | Am 9. November 1938 teilweise zerstört und später unter anderem als Garage genutzt. Nach einem einstimmigen Beschluss des Esenser Stadtrates konnte im Frühjahr 2020 das Gebäude erworben werden. Ein genaues Nutzungskonzept befindet sich zurzeit (Herbst 2020) noch in der Diskussion.                                                                                  |
| Synagoge Jemgum                  | Jemgum         |      | Jüdische Gemeinde Jemgum                                                             | Um 1809    | Spätestens seit 1917 wurde die Jemgumer Synagoge nicht mehr genutzt und die örtlichen Juden nahmen an hohen Feiertagen nach Leer oder Weener an Gottesdiensten teil. Die Synagoge wird in Berichten bis 1930 immer wieder als baufällig erwähnt. |
| Synagoge (Leer)                  | Leer           |      | Jüdische Gemeinde Leer                                                               |            | Am 9. November 1938 zerstört. |
| Synagoge Neustadtgödens          | Neustadtgödens |      | Jüdische Gemeinde Neustadtgödens                                                     | 1852       | Am 27. Juni 1938 an Privatmann aus Wilhelmshaven verkauft, der dort ein Farbenlager einrichtete. Dieses Gebäude blieb erhalten. Neustadtgödens gehört seit der Verwaltungsreform 1976 verwaltungstechnisch nicht mehr zu Ostfriesland, sondern zum Landkreis Friesland. |
| Synagoge (Norden (Ostfriesland)) | Norden,        |      | Jüdische Gemeinde Norden                                                             | 1802       | Am 9. November 1938 zerstört. |
| Synagoge (Norderney)             | Norderney      |      | Filiale der Jüdischen Gemeinde Norden, siehe auch Geschichte der Juden auf Norderney | 1878       | Am 11. Juli 1938 an einen Norderneyer Eisenwarenhändler für 3500 Reichsmark verkauft. Heute Nutzung als Restaurant. |
| Synagoge (Weener)                | Weener         |      | Jüdische Gemeinde Weener                                                             | 1828/29    | Am 9. November 1938 zerstört. Auf dem Parkplatz der Deutschen Bank in der Westerstraße ist der ehemalige Standort der Synagoge markiert. |
| Synagoge (Wittmund)              | Wittmund       |      | Jüdische Gemeinde Wittmund                                                           | 1910/11    | Im Juni 1938 von der jüdischen Gemeinde an einen Kaufmann auf Abbruch verkauft. |